# Hiregangoor, Channagiri
Hiregangoor là một làng thuộc tehsil Channagiri, huyện Davanagere, bang Karnataka, Ấn Độ.